# Zaniemyśl (stacja kolejowa)
Zaniemyśl − wąskotorowa stacja kolejowa w Zaniemyślu, w Polsce, w województwie wielkopolskim, w powiecie średzkim, w gminie Zaniemyśl.

## Charakterystyka
Obiekt należy do Średzkiej Kolei Powiatowej. Jest to końcowa stacja linii kolejowej ze Środy Wielkopolskiej Miasto. Linia ta została otwarta w dniu 19 sierpnia 1909 roku. Pierwszy pociąg przejechał przez nią w dniu 1 maja 1910 roku. Obecnie przez stację jeżdżą pociągi turystyczne (od czerwca do końca sierpnia). Budynek stacyjny został wybudowany w 1911 roku.